# Gabriella Besanzoni

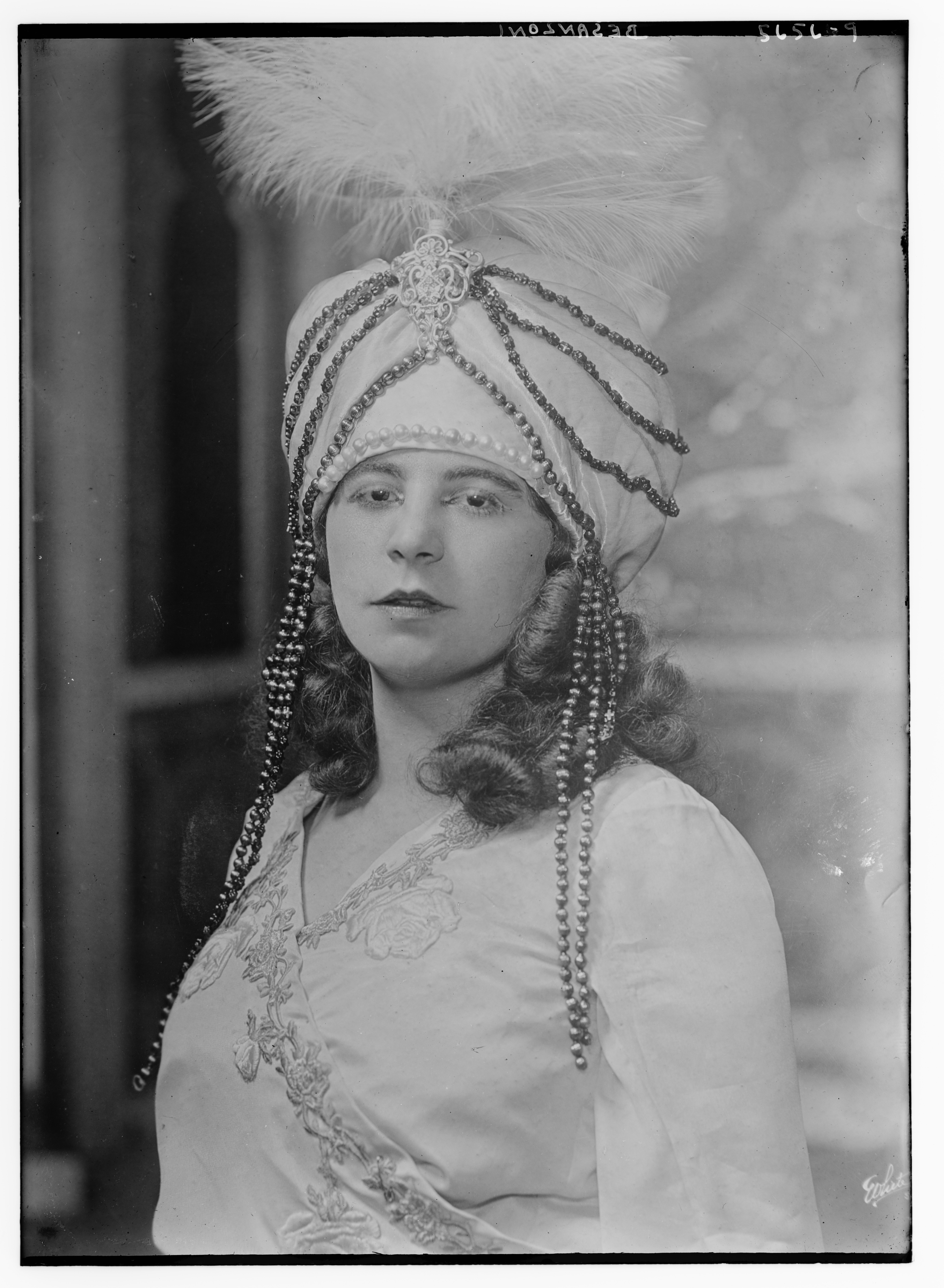
Gabriella Besanzoni

Gabriella Besanzoni (geboren 20. September 1888 in Rom; gestorben 8. Juli 1962 ebenda) war eine italienische Opernsängerin in der Stimmlage Mezzosopran und Alt.

## Leben
Gabriella Besanzoni war eine Tochter von Francesco Besanzoni und Angela Spadoni. Ihr Bruder Ernesto Besanzoni (1894–1969) wurde ebenfalls Opernsänger. Besanzoni hatte ihre Gesangsausbildung bei Alessandro Maggi und Hilda Brizzi an der Accademia Nazionale di Santa Cecilia. Ihren ersten verbürgten Auftritt hatte sie am Teatro Nuovo di Spoleto im Jahr 1910 als Sopranistin in der Oper L’amico Fritz. Sie sang 1911 in Viterbo, wo sie die Sopranrolle der Adalgisa in Norma von Vincenzo Bellini erhielt. 1913 sang sie im Stimmfach Mezzosopran die Ulrica in Un ballo in maschera am Teatro dell’Opera di Roma und sang dort im gleichen Jahr in der Uraufführung der Oper La Leggenda delle sette Torri von Alberto Gasco (1879–1938). 1914 wirkte sie am Teatro Regio di Torino in der Nebenrolle der Sklavin mit in der Uraufführung der Oper Francesca da Rimini von Riccardo Zandonai. 1919/20 hatte sie ihre Antrittsrolle als Amneris in Aida an der Metropolitan Opera von New York City und sang dort auch die Isabella in L’italiana in Algeri. Als sie 1920 während eines Gastspiels in Havanna zusammen mit Enrico Caruso in der Aida auftrat, explodierte während des 2. Akts eine Bombe im Zuschauerraum.
Besanzoni hatte weiterhin Auftritte am Opernhaus Chicago, als Carmen und als Dalila am Teatro Costanzi in Rom. Seit 1918 war sie regelmäßig Gast am Teatro Colón von Buenos Aires, wo sie Rollen als Carmen, als Mignon, als Titelfigur im Orpheus von Christoph Willibald von Gluck (1924), als Amneris, als Dalila und 1918 als Glorianda in der Uraufführung der Oper Jacquerie von Gino Marinuzzi erhielt. Zwischen 1922 und 1935 trat sie immer wieder am Opernhaus von Rio de Janeiro auf. 1923/24 war sie an der Mailänder Scala als Orpheus und als Amneris engagiert und ebenfalls dort 1932 als Carmen und als Mignon. Sie gastierte auch an der Berliner Staatsoper. 1939 verabschiedete sie sich bei Festspielen in den Thermen des Caracalla in Rom als Carmen von der Bühne.
Besanzoni und der Pianist Arthur Rubinstein waren 1918 ineinander verliebt. Besanzoni heiratete 1925 den brasilianischen Großindustriellen Henrique Lage (1881–1941). Sie wohnte fortan in Rio de Janeiro in einem großbürgerlichen Anwesen, das im heute nunmehr öffentlichen Parque Lage liegt. Sie gründete mit Unterstützung ihres Mannes 1936 die Sociedade do Teatro Lírico Brasileiro und nahm großen Einfluss auf das Musikleben in Brasilien.
Nach Kriegsende kehrte sie 1951 nach Italien zurück und arbeitete als Musikpädagogin in Rom. Sie heiratete nochmals im Jahr 1956.